# Інєуг
Острів Іньєг — невеликий незаселений острів у провінції Тафеа Вануату в Тихому океані. «Іньєуг» місцевою мовою означає «Малий острів». Острів відвідали королева Єлизавета II і принц Філіп у 1974 році, назвавши його «Таємничий острів», щоб створити цікавіший заголовок звіту про візит.

## Географія
Острів має площу близько 15,9 га і розташований 1 км на південь від острова Анейтюм. Із заходу та півдня Inyeug оточений кораловим рифом Інтао, який простягається далі на південь і, хоча й затоплений, є найпівденнішою точкою Вануату.
На острові є аеропорт для сусіднього населеного острова Анейтюм. Аеропорт — це в основному трав’яна злітно-посадкова смуга, куди двічі на тиждень літають невеликі літаки з Порт-Віла через острів Танна.